# 용인 이주국 장군 고택
용인 이주국 장군 고택(龍仁 李柱國 將軍 古宅)은 [[[대한민국]] [경기도]] 용인시 처인구 원삼면 문촌리에 있는 조선시대의 오백 이주국(1721∼1798)의 생가로 전하는 가옥이다. 2000년 3월 24일 경기도의 문화재자료 제96호로 지정되었다.

## 개요
오백 이주국(1721∼1798)의 생가로 전하는 가옥이다. 이주국은 조선 후기 문신이며 조선 정종의 아들인 덕천군의 후손으로 영조 16년(1740)에 벼슬길에 올라 형조판서 자리에 오르기도 하였다. 안채 기와에 쓰여진 기록에 따르면, 이 가옥은 영조 29년(1753)에 세운 건물이다.
현재 건물은 안채, 사랑채, 행랑채로 구성되어 있다. 안채는 ㄱ자형으로 왼쪽부터 광·부엌·안방·대청·건너방 순이며, 안방 뒤쪽과 건너방 앞에 각각 방이 있다. 사랑채는 앞면 4칸 규모로 청방·방·다락방과 아궁이를 짜임새 있게 갖추고 있는 형태이다. 행랑채는 앞면 7칸으로 대문·방·창고로 구성되어 있다.

## 참고 문헌
- 용인이주국장군고택 - 국가유산청 국가유산포털